# Skate Canada International de 1986
O Skate Canada International de 1986 foi a décima terceira edição do Skate Canada International, um evento anual de patinação artística no gelo organizado pelo Skate Canada. A competição foi disputada na cidade de Regina, Saskatchewan, Canadá.

## Eventos
- Individual masculino
- Individual feminino
- Duplas
- Dança no gelo

## Medalhistas
| Evento                        | Ouro                                                  | Prata                                                 | Bronze                                           |
| Individual masculino detalhes | Vitali Egorov · União Soviética                       | Christopher Bowman · Estados Unidos                   | Grzegorz Filipowski · Polônia                    |
| Individual feminino detalhes  | Elizabeth Manley · Canadá                             | Claudia Leistner · Alemanha Ocidental                 | Joanne Conway · Reino Unido                      |
| Duplas detalhes               | Cynthia Coull · Mark Rowsom · Canadá                  | Ekaterina Gordeeva · Sergei Grinkov · União Soviética | Natalie Seybold · Wayne Seybold · Estados Unidos |
| Dança no gelo detalhes        | Natalia Annenko · Genrikh Sretenski · União Soviética | Suzanne Semanick · Scott Gregory · Estados Unidos     | Karyn Garossino · Rod Garossino · Canadá         |

## Resultados

### Individual masculino
| Pos.              | Nome                | Nacionalidade   |
| ----------------- | ------------------- | --------------- |
| Medalha de ouro   | Vitali Egorov       | União Soviética |
| Medalha de prata  | Christopher Bowman  | Estados Unidos  |
| Medalha de bronze | Grzegorz Filipowski | Polônia         |
| 4                 | Neil Paterson       | Canadá          |
| 5                 |                     |                 |
| 6                 |                     |                 |
| 7                 |                     |                 |
| 8                 | Frederic Harpages   | França          |
| 9                 | Michael Slipchuk    | Canadá          |
| ...               |                     |                 |

### Individual feminino
| Pos.              | Nome             | Nacionalidade      |
| ----------------- | ---------------- | ------------------ |
| Medalha de ouro   | Elizabeth Manley | Canadá             |
| Medalha de prata  | Claudia Leistner | Alemanha Ocidental |
| Medalha de bronze | Joanne Conway    | Reino Unido        |
| ...               |                  |                    |

### Duplas
| Pos.              | Nome                                | Nacionalidade     |
| ----------------- | ----------------------------------- | ----------------- |
| Medalha de ouro   | Cynthia Coull / Mark Rowsom         | Canadá            |
| Medalha de prata  | Ekaterina Gordeeva / Sergei Grinkov | União Soviética   |
| Medalha de bronze | Natalie Seybold / Wayne Seybold     | Estados Unidos    |
| 4                 | Elena Kvitchenko / Rashid Kadyrkaev | União Soviética   |
| 5                 | Denise Benning / Lyndon Johnston    | Canadá            |
| 6                 | Katrin Kanitz / Tobias Schröter     | Alemanha Oriental |
| 7                 | Maradith Feinberg / Craig Maurizi   | Estados Unidos    |
| 8                 | Cheryl Peake / Andrew Naylor        | Reino Unido       |

### Dança no gelo
| Pos.              | Nome                                   | Nacionalidade   |
| ----------------- | -------------------------------------- | --------------- |
| Medalha de ouro   | Natalia Annenko / Genrikh Sretenski    | União Soviética |
| Medalha de prata  | Suzanne Semanick / Scott Gregory       | Estados Unidos  |
| Medalha de bronze | Karyn Garossino / Rod Garossino        | Canadá          |
| 4                 |                                        |                 |
| 5                 |                                        |                 |
| 6                 | Michelle McDonald / Michael Farrington | Canadá          |
| ...               |                                        |                 |

## Quadro de medalhas
| Ordem | País               | Medalha de ouro | Medalha de prata | Medalha de bronze |    | Ordem por total |
| ----- | ------------------ | --------------- | ---------------- | ----------------- | -- | --------------- |
| 1     | União Soviética    | 2               | 1                |                   | 3  | 1               |
| 2     | Canadá             | 2               |                  | 1                 | 3  | 2               |
| 3     | Estados Unidos     |                 | 2                | 1                 | 3  | 3               |
| 4     | Alemanha Ocidental |                 | 1                |                   | 1  | 4               |
| 5     | Polônia            |                 |                  | 1                 | 1  | 4               |
| 5     | Reino Unido        |                 |                  | 1                 | 1  | 4               |
| TOTAL | TOTAL              | 4               | 4                | 4                 | 12 | —               |